# Copa América de Ciclismo de 2009
A Copa América de Ciclismo de 2009 foi a nona edição da Copa América de Ciclismo, realizada no autódromo de Fórmula 1 de Interlagos, no circuito de 4.3 quilômetros. A prova da elite masculina percorreu 16 voltas e foi vencida por Francisco Chamorro, enquanto a competição elite feminina percorreu 7 voltas, com Janildes Fernandes conquistando a vitória.

## Resultados

### Masculino
| 1            | 3   | Francisco Chamorro          | Scott - Marcondes César                       | 1h 39' 20" |
| 2            | 1   | Nilceu Aparecido dos Santos | Scott - Marcondes César                       | m.t.       |
| 3            | 135 | Michel Fernández García     | CESC São Caetano - Sundown - Calypso - Maxxis | m.t.       |
| 4            | 20  | Roberto Pinheiro            | Fapi - Funvic - Pindamonhangaba               | m.t.       |
| 5            | 22  | Raphael Serpa               | Fapi - Funvic - Pindamonhangaba               | m.t.       |
| 6            | 31  | Marcos Crespo               |                                               | m.t.       |
| 7            | 53  | Richar Mascaranas Granada   |                                               | m.t.       |
| 8            | 180 | Fabiele Mota                | Isotom - Barracar                             | m.t.       |
| 9            | 40  | Luis Mansilla               |                                               | m.t.       |
| 10           | 81  | Alcides Vieira              | Clube DataRo de Ciclismo                      | m.t.       |
| Fonte:Yescom |     |                             |                                               |            |